# Журавец-1
Журавец-1 — деревня в составе Вендорожского сельсовета Могилёвского района Могилёвской области Республики Беларусь.

## Географическое положение
Ближайшие населённые пункты: Будище, Масальщина, Журавец-2.

## История
Упоминается в 1654 году как деревня Жоравец в составе имения Княжицы в Оршанском повете ВКЛ при ее передаче лидским хорунжим Яном Курчем с супругой Барбарой (из Друцких-Соколинских) (унаследовавшей Княжицы от первого мужа, князя Юрия Головчинского) в заклад Герониму Бучацкому-Творовскому.